# Enarevena
Enarevena (auch: Enarewena, Enarebena oder Río Negro) ist eine Ortschaft im Departamento Pando im Tiefland des südamerikanischen Andenstaates Bolivien.

## Lage im Nahraum
Enarevena liegt in der Provinz Federico Román und ist der fünftgrößte Ort im Cantón Perseverancia im Municipio Villa Nueva. Die Ortschaft liegt auf einer Höhe von 121 m am Ufer des Río Negro, der flussabwärts in den Río Abuná mündet.

## Geographie
Enarevena liegt im bolivianischen Teil des Amazonasbeckens in der nördlichen Ecke des Landes nahe der Grenze zu Brasilien.
Die mittlere Durchschnittstemperatur der Region liegt bei 26 °C und schwankt nur unwesentlich zwischen 25 °C im Mai und 27–28 °C von Dezember bis Februar (siehe Klimadiagramm Riberalta). Der Jahresniederschlag beträgt etwa 1300 mm, bei einer ausgeprägten Trockenzeit von Juni bis August mit Monatsniederschlägen unter 20 mm und einer Feuchtezeit von Dezember bis Januar mit Monatsniederschlägen von mehr als 200 mm.

## Verkehrsnetz
Enarevena liegt in einer Entfernung von etwa 295 Kilometern Luftlinie nordöstlich von Cobija, der Hauptstadt des Departamentos.
Enarevena ist nicht auf dem Landweg über befestigte Straßen von Cobija aus zu erreichen. Die Ortschaft liegt in dem feuchten flachwelligen Gelände zwischen dem nördlich gelegenen Río Abuná und dem südlich gelegenen Río Orthon. Die Anlage von befahrbaren Pisten, erst recht von befestigten Straßen ist in dieser Region sehr aufwändig.
Enarevena ist über eine Piste vorbei an den Ortschaften Reserva und Democracia mit der 68 Straßenkilometer südwestlich am Río Orthon gelegenen Ortschaft Humaitá verbunden. Bei Enarevena überquert die Piste auf einer Brücke den Río Negro in Nord-Süd-Richtung.

## Bevölkerung
Die Einwohnerzahl des Ortes ist zwischen den beiden letzten Volkszählungen so gut wie unverändert geblieben:
| Jahr | Einwohner         | Quelle       |
| ---- | ----------------- | ------------ |
| 1992 | keine Detaildaten | Volkszählung |
| 2001 | 105               | Volkszählung |
| 2012 | 104               | Volkszählung |
| 2024 |                   | Volkszählung |